# Michael Lammer
Michael Lammer (Kirchberg, Suíça, 25 de Março de 1982) é um tenista profissional suíço, da mesma geração de Roger Federer. 
O seu melhor ranking mundial em simples pela ATP foi o n° 150 em 2009. Já nas duplas foi o n° 213, também em 2009.  
Possui um título ATP nas duplas, conquistado no ATP de Gstaad em 2009, ao lado do compatriota Marco Chiudinelli.
No final de 2014, levou seu país, que é a Suíça, ao título da Copa Davis, junto com Roger Federer, Stanislas Wawrinka e Marco Chiudinelli ao derrotar a França na decisão por 3 a 1.

## Títulos
Duplas
| Legenda                                                  |
| ATP International Series / ATP World Tour 250 Series (1) |

| N. | Data          | Torneio       | Piso   | Parceiro          | Oponentes na final              | Placard  |
| 1. | 2 Agosto 2009 | Gstaad, Suíça | Saibro | Marco Chiudinelli | Jaroslav Levinský Filip Polášek | 7–5, 6–3 |